# Erwin Teufel
Erwin Teufel (Zimmern ob Rottweil, 4 de setembro de 1939) é um político alemão.
Filiado à União Democrata-Cristã (CDU). De 1991 a 2005 foi ministro-presidente de Baden-Württemberg.